# Final da Copa do Brasil de Futebol de 1993
A final da Copa do Brasil de Futebol de 1993 foi decidida por Cruzeiro e Grêmio em duas partidas. O primeiro jogo, realizado no Olímpico Monumental, terminou empatado em 0 a 0. No segundo duelo, no Mineirão, o clube mineiro venceu por 2 a 1, sagrando-se campeão do torneio pela primeira vez.

## Campanhas
A tabela a seguir ilustra a campanha dos finalistas nas fases anteriores do torneio:
| Cruzeiro               | Cruzeiro  | Cruzeiro              | Fase             | Grêmio            | Grêmio            | Grêmio                |
| Adversário             | Resultado | Jogos                 | Fase             | Adversário        | Resultado         | Jogos                 |
| ---------------------- | --------- | --------------------- | ---------------- | ----------------- | ----------------- | --------------------- |
| Desportiva Ferroviária | 6 – 1     | 1 – 1 fora 5 – 0 casa | Primeira fase    | Sorriso           | 6 – 3             | 1 – 1 fora 5 – 2 casa |
| Náutico                | 2 – 1     | 0 – 1 fora 2 – 0 casa | Oitavas-de-final | União Bandeirante | 6 – 1             | 4 – 0 fora 2 – 1 casa |
| São Paulo              | 4 – 3     | 2 – 1 fora 2 – 2 casa | Quartas-de-final | Palmeiras         | 2 – 2 (7 – 6 pen) | 1 – 1 fora 1 – 1 casa |
| Vasco da Gama          | 4 – 2     | 3 – 1 casa 1 – 1 fora | Semifinal        | Flamengo          | 4 – 4             | 1 – 0 casa 3 – 4 fora |

## Finais

### Ida
| 30 de maio de 1993 | Grêmio | 0 – 0 | Cruzeiro | Olímpico Monumental, Porto Alegre                     |
|                    |        |       |          | Público: 31,385 Árbitro: MG Márcio Rezende de Freitas |

### Volta
| 3 de junho de 1993 | Cruzeiro                                      | 2 – 1 | Grêmio          | Mineirão, Belo Horizonte                     |
|                    | Roberto Gaúcho 12' do 1º · Cleisson 46' do 2º |       | Pingo 25' do 1º | Público: 70,723 Árbitro: RS Renato Marsiglia |

| Copa do Brasil 1993               |
| --------------------------------- |
| CRUZEIRO Campeão 1º título - 1993 |